# Casa da Arte de Tartu
A Casa da Arte de Tartu (em estoniano:  Tartu Kunstimaja) é um edifício e galeria de arte em Tartu, na Estónia. A casa é administrada pela União de Artistas de Tartu. Todos os anos acontecem cerca de 30 exposições.
Em 2020 a casa tinha três galerias: a Galeria Grande (172 m ²), a Galeria Pequena (57 m ²) e a Galeria Monumental (57 m ²).
O edifício foi erguido em 1959.